# Atarashii Naginata

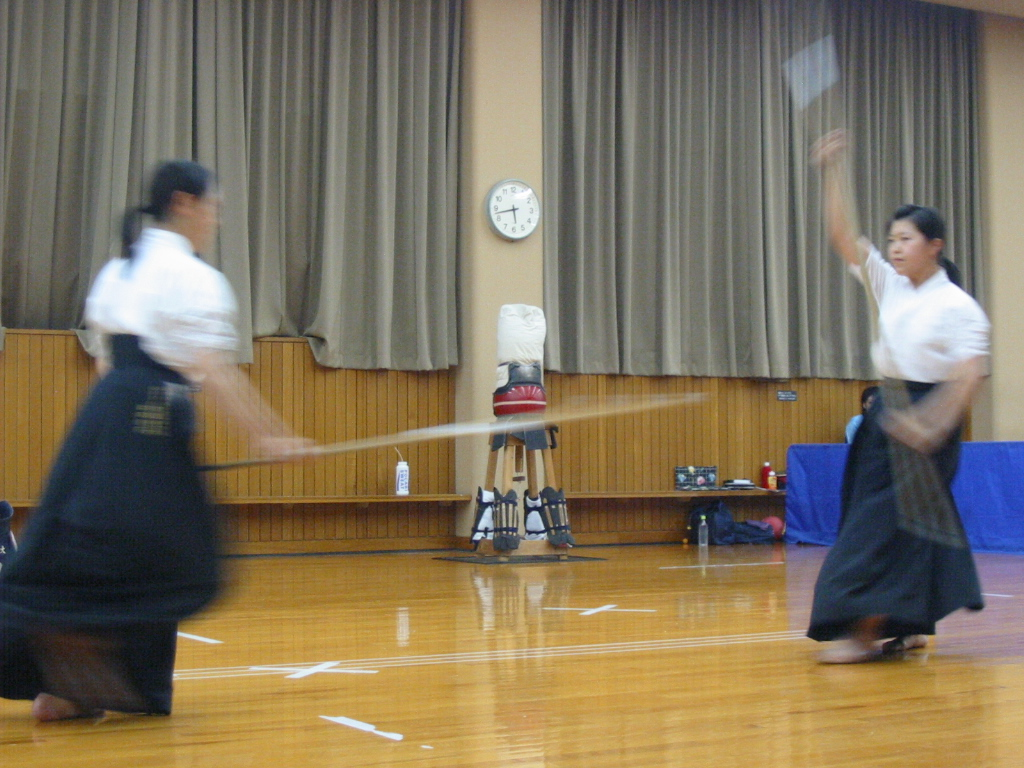
Due praticanti di naginata mentre eseguono un kata

L'Atarashii Naginata (新しいなぎなた? lett. "Nuova Naginata"), o più semplicemente Naginata (なぎなた?) è un'Arte marziale giapponese moderna, ovvero una forma di budō (武道? lett. "via marziale" o "via della guerra"). È uno sport da combattimento che deriva dall'evoluzione delle tecniche di combattimento con la naginata (長刀?) anticamente utilizzate dai samurai (侍?) nel naginatajutsu (薙刀術?).
Nel giapponese scritto è facilmente comprensibile se riferito alla naginata come arma o come sport, in quanto l'arma è scritta in kanji (長刀?), mentre lo sport è scritto in hiragana  (なぎなた?). Nelle lingue che utilizzano i caratteri latini, questa differenza viene resa scrivendo il nome dello sport con la lettera Maiuscola (Naginata) mentre l'arma è scritta in solo minuscolo (naginata).
La Naginata è un'attività che combina le pratiche e i valori delle arti marziali con l'esercizio fisico. Può essere considerata un'arte marziale affine al Kendo, con la quale condivide valori, alcuni materiali e parte dei regolamenti.

## Storia
La naginata vanta di essere (accanto allo yari e alla katana) una delle più antiche armi del Giappone.
Il termine 'naginata' può essere rintracciato per la prima volta nel Kojiki (“A Record of Ancient Matters 712) e, successivamente, nel libro Oushu Gosanneki (“Diario di tre anni in Oshu 1086). Raffigurazioni di battaglie in cui è chiaramente visibile l’uso della naginata, inoltre, sono state realizzate durante il periodo Tengyo no Ran (Insurrezione Tengyo), nel 960 a.C. 
L’uso di quest’arma cominciò a diffondersi a partire dal 700 d.c., a seguito del ruolo decisivo assunto dalla cavalleria nello svolgimento e nella risoluzione delle grandi battaglie. Questo nuovo modo di combattere infatti rese indispensabile affiancare all’uso di spade, archi e frecce, nuove armi che permettessero di avere la meglio sul nemico. A tal fine, la naginata si dimostrò un’arma molto efficace: la sua lama era utilizzata per tagliare a distanza le gambe dei cavalli ed uccidere i nemici, non appena questi fossero caduti al suolo.
Verso la metà del XVII secolo, l’introduzione delle armi da fuoco modificò profondamente le strategie di combattimento e la naginata divenne progressivamente un’arma “specialistica, utilizzata prevalentemente dalle donne (Onna-musha) e dai monaci guerrieri (sohei 僧兵).
Dopo la restaurazione Meiji (a partire dal 1868 d.c.), la progressiva occidentalizzazione fece diminuire drasticamente l’importanza delle arti marziali, compresa la pratica della naginata, che perse il suo carattere militare (Jujitsu) per poi diventare definitivamente una disciplina personale (Budo). La Naginata-Do 薙刀道 (lit. "way of the naginata") divenne in questo periodo parte integrante dell'educazione scolastica femminile. Dopo il periodo Showa, gli allenamenti con la naginata sono divenuti parte integrante del sistema della scuola pubblica. Vietata alla fine della Seconda Guerra Mondiale, la pratica di questa disciplina riprese qualche anno più tardi, sotto forma di una nuova moderna arte marziale conosciuta con il nome di Atarashii Naginata, nata dalla lunga storia e dalle tradizioni che hanno caratterizzato l’uso di quest’arma.
Nel 1953 la Naginata moderna, o Atarashii Naginata, viene codificata dalla  la Zen Nihon Naginata Renmei, che ne creò le basi (Kihon), i kata, e i regolamenti.
Nello stesso anno venne fondata la All Japan Naginata Federation, con l’obiettivo di diffondere la pratica della disciplina tra i giovani.
Nel 1990, invece, è stata fondata la International Naginata Federation (INF), allo scopo di diffondere la conoscenza e la pratica della naginata a livello internazionale.
A livello europeo la diffusione e la promozione della Naginata sono curate dalla European Naginata Federation (ENF).
In Italia la Naginata è promossa dalla CIK (Confederazione Italiana Kendo), che si occupa della promozione e della divulgazione del Kendo, dello Iaido e del Jodo.

## Pratica
La Naginata è un'arma lunga, simile ad un'alabarda, consistente in un'asta di legno alla cui sommità è posta una lama. Differisce da una lancia poiché la lama è proporzionalmente molto più lunga della punta di una lancia, ed ha la forma ricurva tipica delle spade giapponesi. In questo senso in alcune scuole essa è vista come la sintesi tra un bastone ed una spada.
Nella pratica dell'Atarashii Naginata, si utilizzano una versione interamente di legno, ed una versione più leggera con asta di legno e punta composta da due listelli di bamboo. Come nel Kendō, la differenza tra le due versioni dell'arma è dovuta al diverso utilizzo: la versione di legno per i kata (come nel Kendo viene usato il Bokken), e la versione "leggera" per il combattimento libero in armatura (come nel Kendo viene usato lo Shinai).
I praticanti utilizzano come abbigliamento un'Hakama (i pantaloni tradizionali giapponesi) blu o nero, e un gi simile a quello del Kendo ma a maniche corte, di colore bianco.

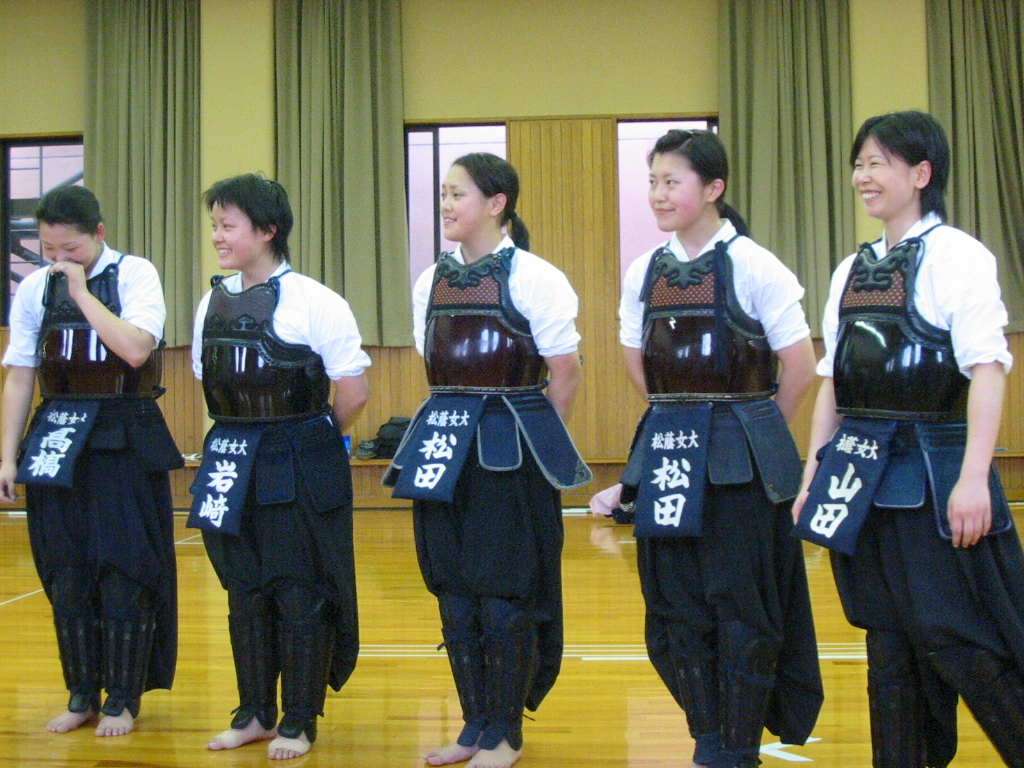
Praticanti di naginata in bogu (senza Men)

I Kata codificati sono 8, e rappresentano stilizzate forme di combattimento preordinato a coppie, in cui un attaccante prova a colpire il suo avversario, che para e contrattacca. 
L'armatura (bogu) dell'Atarashii Naginata è analoga a quella del Kendo: un elmo (Men), che protegge la testa la gola e le spalle; un corpetto rigido (Do); un gonnellino (Tare); dei guanti (Kote) leggermente diversi da quelli del Kendo, poiché suddivisi in tre parti anziché in due; dei parastinchi (Sune-ate), che invece nel Kendo sono del tutto assenti.

## Competizioni
Esistono competizioni di due tipi: Engi e Shiai.
Le prime sono gare a coppie in cui si è valutati in base alla forma con cui vengono rappresentati i Kata.
I secondi sono invece veri e propri combattimenti liberi in armatura, in cui è lecito colpire solo Men, Sune, Kote, Do e Tsuki ("gola"), secondo la filosofia del ki-ken-tai-icchi, il colpo cioè deve essere portato con l'arma (ken, lett. la spada), ma anche con i movimenti giusti (Tai) e lo spirito (Ki). A tal fine, i combattenti per vedere ottenuto il punto (che deve venire convalidato da tutti e tre gli arbitri), devono colpire emettendo kiai, un urlo che manifesta appunto la volontà di inferire il colpo. 
Il combattimento termina una volta ottenuti due punti da parte di uno dei due contendenti, oppure scaduto il tempo limite oltre il quale gli arbitri esprimono un giudizio complessivo di merito.